# Niedere Tauern
De Niedere Tauern is een langgerekt bergmassief, in het oosten van de Centrale Oostelijke Alpen in Oostenrijk.

## Naamgeving
"Tauern" betekent bergpas, de noord-zuid passen over de Niedere Taueren werden de lage bergpassen genoemd. In de middeleeuwen ging de naam over op de bergen zelf. Het gebergte van de Niedere Tauern dient niet verward te worden met de bergpas "Niederer Tauern", een 2411 meter hoge bergpas in de Hoge Tauern.

## Geografische ligging
De Niedere Tauern ligt in de Oostenrijkse deelstaten Salzburg en Stiermarken.
In het westen en zuidwesten wordt de Niedere Tauern van de Hohe Tauern gescheiden door de bergpas Murtörl en de rivier Mur. In het noorden en oosten vormen de vallei van de Enns en de Schoberpas de grens met de Noordelijke Kalkalpen.

### Submassieven
De Hohe Tauern wordt soms opgedeeld in een aantal massieven, van west naar oost:
- Radstadt Tauern
- Schladming Tauern
- Rottenmann en Wölz Tauern
- Seckau Tauern

### Belangrijkste toppen

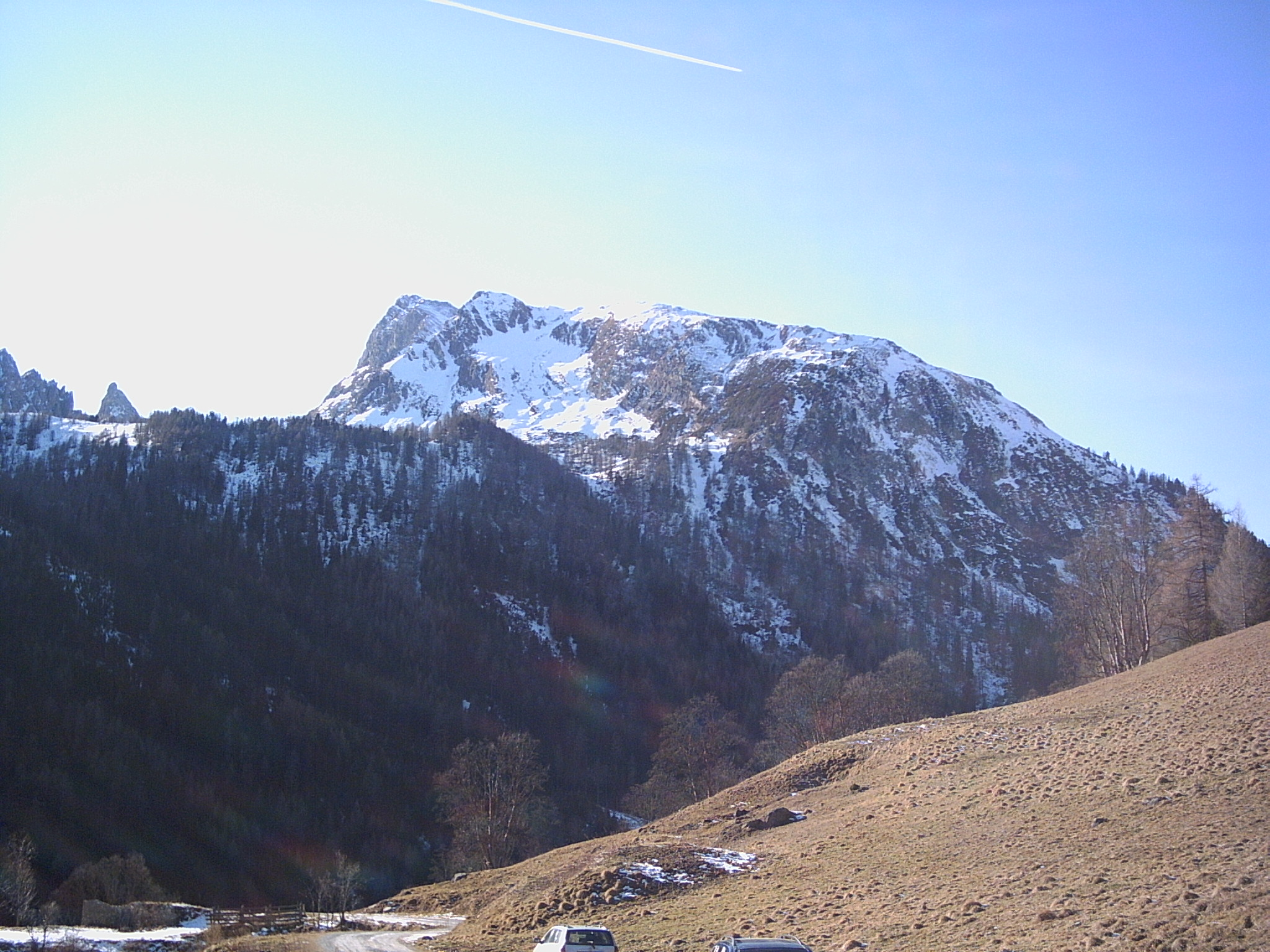
De Weißeck.

De belangrijkste bergtoppen van de Niedere Tauern zijn:
| Berg                | Hoogte (m) | Submassief                |
| ------------------- | ---------- | ------------------------- |
| Hochgolling         | 2.862      | Schladming Tauern         |
| Weißeck             | 2.711      | Radstadt Tauern           |
| Mosermandl          | 2.680      | Radstadt Tauern           |
| Hochfeind           | 2.687      | Rottenmann en Wölz Tauern |
| Großes Gurpitscheck | 2.526      | Schladming Tauern         |
| Hundstein           | 2.614      | Schladming Tauern         |
| Hochwildstelle      | 2.747      | Schladming Tauern         |
| Roteck              | 2.742      | Schladming Tauern         |
| Großer Knallstein   | 2.599      | Schladming Tauern         |
| Rettlkirchspitze    | 2.475      | Rottenmann en Wölz Tauern |
| Großer Bösenstein   | 2.125      | Rottenmann en Wölz Tauern |
| Geierhaupt          | 2.417      | Seckau Tauern             |
| Hochreichhart       | 2.416      | Seckau Tauern             |
| Seckauer Zinken     | 2.389      | Seckau Tauern             |
| Maierangerkogel     | 2.356      | Seckau Tauern             |

### Bergpassen
In de Niedere Tauern zijn er drie passen die verkeer tussen noord en zuid mogelijk maken: de Radstädter Tauern (1738 m), de Sölkpas (1790 m) en de Triebener Tauern (1274 m). De eerste vormt de grens tussen de Radstadt Tauern en de Schladming Tauern. De Sölkpas vormt de grens tussen de Schladminger Tauern en de Wölzer Tauern. De Triebener Tauern scheidt de bergmassieven van de Rottenmanner Tauern in het westen van de Seckauer Tauern in het oosten.
In de jaren 1970 werd de Tauerntunnel gebouwd. Sinds de ingebruikname van een tweede tunnelbuis in 2010 vormt de Tauerntunnel vormt naast de Brennerpas de enige passage over (of onder) de hoofdkam van de Alpen waar de autosnelweg niet wordt versmald én de op één na hoogste autosnelweg van de Alpen, na de Brennerpas (1375 m).
In de Hohe Tauern, ten westen van de Niedere Tauern, is er slechts één geasfalteerde pas: de 2504 meter hoge Großglockner Hochalpenstraße.